# Granastyochus nigropunctatus
Granastyochus nigropunctatus är en skalbaggsart som först beskrevs av Bates 1881. Granastyochus nigropunctatus ingår i släktet Granastyochus och familjen långhorningar.
Artens utbredningsområde är:
- Guatemala.
- Honduras.

Inga underarter finns listade i Catalogue of Life.